# ینگجه ملامحمدرضا
روستای ینگجه ملامحمدرضا یکی از روستاهای توابع استان اردبیل و شهرستان نمین می‌باشد.
این روستا در حدود ۴ کیلومتری جاده اردبیل-آستارا می‌باشد این روستا با مساحت اندک و جمعیت اندک از روستاهای خوش آب وهوا و پر برکت اردبیل است از روستاهای همجوار روستای کرکرق و علی بلاق می‌توان نام برد و شغل اصلی بیشتر این روستاییان کشاورزی و دامداری می‌باشد و البته بیشتر اهالی این روستا از دیرباز به تهران مرکز کشور و شهرستان اردبیل کوچ کرده‌اند و در آنجا به کارها و مشاغل خود مشغول می‌باشند.
ینگجه به زبان ترکی که از دو بخش ینگه=تازه و جه=زمین به وجود آمده و معنی لغوی ان سرزمین جدید می‌باشد.
روستای ینگجه دارای ۹۷ خانوار و ۳۵۵ نفر جمعیت دارد که از این تعداد ۱۷۴ نفر مرد و ۱۸۱ نفر زن می‌باشند و ۲۳۵ نفر از این تعداد جمعیت باسوادند و ۷۹ نفر هم بی سوادند. این اطلاعات طبق اطلاعات آمار و سرشماری عمومی نفوس و مسکن سال ۱۳۸۵ ایران می‌باشد و دارای فقط یک مدرسه مشترک دختر و پسر در سطح ابتدایی با نام دبستان ۱۲ فروردین می‌باشد
از امکانات دیگر این روستا زمین فوتبال خاکی در فاصله حدود یک کیلومتر از روستا است. راه اصلی این روستا که از بزرگراه اردبیل - آستار جدا می‌شود آسفالت بوده و پس از عبور از روستای کرکرق به این روستا می‌رسد. و دارای آب لوله‌کشی و گاز لوله‌کشی و تلفن‌های خانگی نیز می‌باشد.

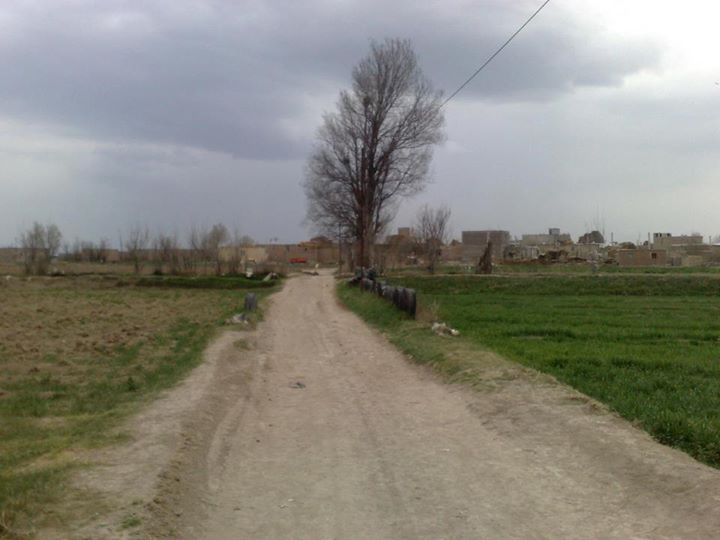
روستای ینگجه